# Воут F4U корсер
Чанс Воут F4U корсер (енгл. Chance Vought F4U Corsair) је био амерички борбени авион који је служио првенствено у Другом светском рату и Корејском рату.